# Cot Seumeureng
Cot Seumeureng is een bestuurslaag in het regentschap Aceh Barat van de provincie Atjeh, Indonesië. Cot Seumeureng telt 1120 inwoners (volkstelling 2010).